# Stiffkey

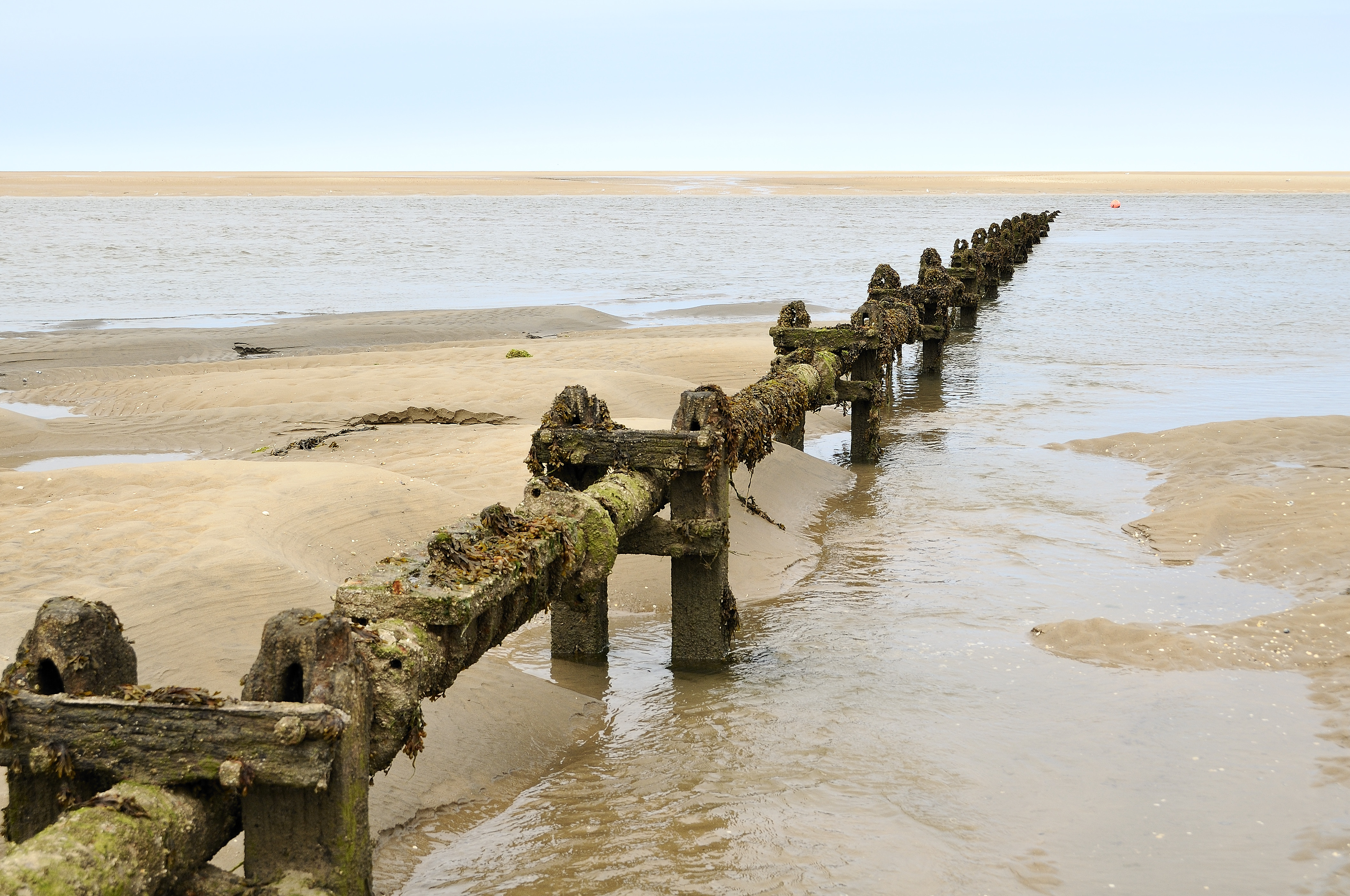
Spiaggia a Stiffkey

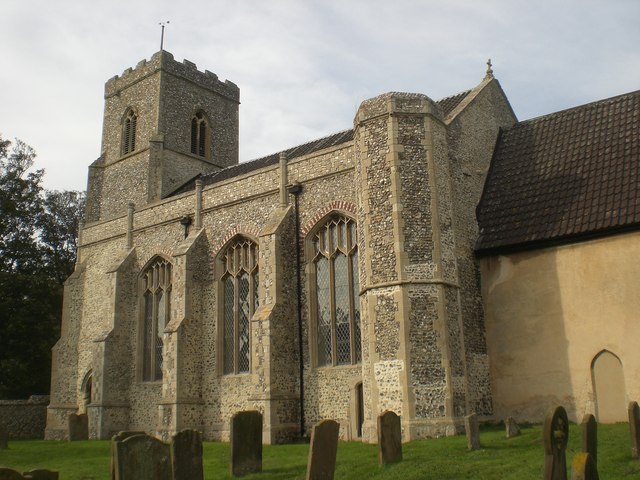
Stiffkey: la chiesa di San Giovanni Battista

Stiffkey è un villaggio con status di parrocchia civile della costa sud-orientale dell'Inghilterra, facente parte della contea del Norfolk e del distretto del North Norfolk e situato lungo il corso del fiume omonimo. L'intera parrocchia civile conta una popolazione di circa 200 abitanti.

## Geografia fisica
Stiffkey si trova tra le località costiere di Blakeney (situata a ovest di Cley-next-the-Sea) e Wells-next-the-Sea  (rispettivamente a ovest della prima e a est della seconda), poco a nord del villaggio di Binham.
L'intera superficie occupa un'area di 23,95 km².

## Storia
La località è menzionata nel Domesday Book (1086).
Negli anni trenta visse per otto anni a Stiffkey lo scrittore Henry Williamson.

## Monumenti e luoghi d'interesse

### Architetture religiose

#### Chiesa di San Giovanni Battista e Santa Maria
Principale edificio religioso di Stiffkey è la chiesa dedicata a San Giovanni Battista e alla Vergine Maria, le cui origini risalgono alla fine del XIII secolo o agli inizi del XIV secolo.

### Architetture civili

#### Stiffkey Old Hall
Altro edificio storico di Stiffkey è lo Stiffkey Old Hall, una residenza privata costruita a partire dal 1576 per volere di Sir Nicholas Bacon e modificata nel corso del XVII e del XVIII secolo.

### Aree naturali
Stiffkey si trova all'interno di un'area salmastra, le Stiffkey Marshes, classificata , come Area of Outstanding Natural Beauty per la massima concentrazione, in un'area di questo tipo, di specie selvatiche.

## Società

### Evoluzione demografica
Al censimento del 2021,  la parrocchia civile di Stiffkey contava 211 abitanti, in maggioranza (108) di sesso femminile.
La popolazione al di sotto dei 15 anni era pari a 26 unità (di cui 19 erano i bambini al di sotto dei 10 anni), mentre la popolazione dai 65 anni in su era pari a 64 unità (di cui 15 erano le persone dagli 80 anni in su).
La parrocchia civile ha conosciuto un liveve increcremento demografico rispetto al 2011, quando la popolazione censita era pari a 209 unità (dato che era in calo rispetto al 2001, quando la popolazione censita era pari a 223 unità).